# Poga
Poga é um género monotípico de plantas com flor pertencente à família Anisophylleaceae. A única espécie descrita é Poga oleosa, uma árvore das florestas equatoriais da África, utilizada para madeira. Produz uma noz, conhecida por inoi, da qual se extrai um óleo vegetal.